# Nokia E70
Il Nokia E70 è un telefonino prodotto dall'azienda finlandese Nokia.

## Caratteristiche
- Dimensioni: 117 × 53 × 22 mm
- Massa: 127 g
- Risoluzione display: 352 × 416 pixel a 262 000 colori
- Durata batteria in conversazione: 7 ore
- Durata batteria in standby: 222 ore (9 giorni)
- Fotocamera: 2.0 megapixel
- Memoria: 75 MB espandibile con MiniSD
- Bluetooth e Infrarossi